# Deinodon
Deinodon (tiếng Hy Lạp nghĩa là "răng khủng khiếp") là một chi khủng long thuộc họ Tyrannosauridae gồm một loài duy nhất, Deinodon horridus. D. horridus được biết đến từ một nhóm răng có niên đại từ thời kỳ Creta muộn tại thành hệ Judith River của Montana và được đặt tên bởi nhà cổ sinh vật học Joseph Leidy năm 1856.